# Abbazia di Disentis

Stemma dell'Abbazia di Disentis.

L' abbazia di Disentis  (in romancio Claustra da Mustér, in tedesco Kloster Disentis) è un'abbazia benedettina, facente parte della Congregazione benedettina di Svizzera, che attualmente appartiene alla diocesi di Coira. È situata nel comune grigionese di Disentis, nella valle del Reno anteriore.

## Storia
L'abbazia venne fondata nell'VIII secolo. Secondo la tradizione fu san Sigisberto, ad erigere il primo nucleo monastico attorno al 700, grazie anche all'aiuto offerto da Placido, un signore del luogo. Placido venne ucciso da sicari mandati da Victor, che era governatore della Rezia. Placido e Sigisberto sono patroni dell'abbazia assieme a santa Maria, san Martino, san Pietro. I due santi sono festeggiati l'11 luglio.
A metà del secolo vi era già un vero e proprio monastero ingranditosi anche grazie all'abate Ursicinus. Il vescovo di Coira, Tellone, figlio del governatore Victor che aveva fatto uccidere il primo protettore del monastero, fu invece molto generoso in lasciti al monastero. Secondo documenti della confraternita di Reichenau, nell'810 figuravano presenti 71 monaci e 93 defunti. Questi monaci erano di origine retica, alemanna, franca e longobarda.
Nel secolo seguente vennero erette due chiese: una dedicata a santa Maria (la quale conserva ancora oggi tre absidi in stile romanico e un altare databili al 980) e una a san Martino, dove venne integrata la cripta di san Placido, una delle più antiche ancora presenti in Svizzera. Nello stesso periodo venne eretta anche una cappella dedicata a san Pietro.
Nel 940 il monastero carolingio venne distrutto durante una incursione saracena. La ricostruzione avvenne vent'anni più tardi. Nel X secolo, sotto Ottone I, l'abbazia di Disentis ricevette molti lasciti territoriali da parte del sovrano, per rafforzare la presenza imperiale in un punto strategico per il controllo del passo del Lucomagno.
L'imperatore Enrico II, privilegiando il passo del Brennero nel 1020 donò l'abbazia alla chiesa vescovile di Bressanone. L'atto fu revocato nel 1074, ristabilendo l'immunità del convento.
Sotto Federico Barbarossa, che come Ottone preferiva il Lucomagno, per attraversare le Alpi, l'abbazia ricevette nuovi possedimenti: nel 1185 estendeva la propria signoria, detta Casa Dei o Cadi da Breil/Brigels al passo della Furka.
Disentis era un'abbazia imperiale nel XII secolo e come tale possedeva un avogadro. Questa funzione venne dapprima detenuta dalla famiglia de Torre che era al servizio dei conti von Lenznburg, nel 1213 da Enrico de Sacco di Mesolcina, e a metà del XIII secolo dai conti von Werdenberg, da cui venne riscattata nel 1401.
Presso l'abbazia, nel 1285 è attestata la presenza di un direttore di scuola. 
Sotto l'abate Johannes di Ilanz (1367-1401), venne concesso alla Cadì un landamano indipendente, chiamato mistral. Nel 1395 lo stesso abate fu tra i fondatori della Lega di Ilanz, che venne poi chiamata Lega Grigia, che servi a consolidare l'unità del paese. Questa lega venne rinnovata con un nuovo trattato nel 1424; tra i firmatari figurava ancora un abate di Disentis, Petrus Pontaningen (1401-1438).
In unione con la Lega Caddea e la Lega delle Dieci Giurisdizioni alla fine del XV secolo il paese si alleò con i Confederati. Alla fine di questo secolo il comune di Disentis assunse la funzione di avogadro nei confronti dell'abbazia, ma in compenso l'abbazia incorporò nuove parrocchie estendendosi fino ad Ems. L'imperatore confermò i privilegi degli abati.
La Riforma portò sconvolgimenti anche a Disentis, con tre monaci che aderirono alla nuova fede. Le autorità comunali a quel punto nominarono un nuovo abate e riportarono il monastero nel segno dell'ortodossia, questo anche per salvare gli antichi privilegi. Nel 1581 l'abate Christian von Castelberg (1566-1584), per rafforzare il messaggio della Controriforma, fece venire a Disentis l'arcivescovo di Milano Carlo Borromeo.
All'inizio del XVII secolo l'abbazia conobbe un periodo di rinnovamento sotto l'abate Augustin Stöcklin (1634-1641). L'abate Adalbert Bridler (1642-1655) sottrasse l'abbazia al controllo del vescovo di Coira, cedendo in compenso al comune di Disentis il potere giudiziario. Nel 1649 vennero venduti i diritti sulla valle d'Orsera. Sotto gli abati Adalbert de Medell (1655-1696) e Adalbert Defuns (1696-1716) venne eretto un nuovo monastero di stile barocco. Nel 1712 avvenne la riconsacrazione della chiesa di San Martino, al termine di una ristrutturazione curata dal benedettino Caspar Moosbrugger, originario del Vorarlberg.
Nella seconda guerra di coalizione (1799-1801) tra Francia e Austria, Disentis e il suo monastero vennero gravemente danneggiati dai soldati francesi il 6 maggio 1799. L'abbazia perse i suoi possedimenti a Postalesio, in Valtellina, ma non venne secolarizzata in quanto il monastero non era più a quel tempo una signoria feudale. Le devastazioni del 1799 causarono importanti danni anche all'interno della chiesa di San Martino, tali da rendere l'installazione di un nuovo altare maggiore; a tal scopo, nel 1885 fu acquistato l'attuale altare della Deposizione, datato 1656, proveniente da Deggendorf.  
A metà del XIX secolo sotto la spinta del Kulturkampf l'amministrazione del monastero passò in mano cantonale. La giurisdizione tornò sotto il vescovo di Coira.
Nel 1880 i benedettini di Disentis aprirono presso la loro abbazia un ginnasio e una scuola tecnica, con quest'ultima a essere chiusa nel 1970. 
Con la nomina di un nuovo abate che proveniva dall'Abbazia di Muri-Gries a Bolzano, Benedikt Prevost (1888-1916), vi fu un forte rinnovamento interno e la fondazione di una scuola abbaziale, trasformando Disentis in un centro religioso e meta di molti pellegrinaggi. Venne eretta anche una nuova chiesa di Santa Maria alla fine del secolo.
Gli affreschi della volta della chiesa di San Martino vennero eseguiti in due riprese, nel 1914 e nel 1925, da Johann Fritz (Friedrich) Kunz.
Nel Novecento si susseguirono gli abati Beda Hophan (1925-63), Viktor Schönbächler (1963-1988) e Pankraz Winiker (1988-2000). L'attuale abate è Vigéli Monn e conta 28 professi.

## Ultimi principi-abati
- Bernardo Francesco von Frankenburg 1742-1763
- Girolamo Casanova 1763-1764
- Colombano Sozzi 1764-1785
- Lorenzo Cathomen 1785-1799
- Anselmo Huonder 1799-1806